# Diego Pérez de los Cobos
Diego Pérez de los Cobos Orihuel, né à Gandia (Communauté valencienne) selon les sources en 1963 ou  ou 1964, est un lieutenant-colonel de la garde civile espagnole. Affecté au Ministère de l'Intérieur, il y travaille depuis 2011 comme directeur du Cabinet technique de la Secrétaire d'État à la Sécurité.
Quelques jours après le début de l'opération Anubis, il est annoncé publiquement le 23 septembre 2017 qu'il prend le contrôle des Mossos d'Esquadra, en lieu et place du major Josep Lluís Trapero, et ce au moins jusqu'à la date annoncée pour le référendum, soit le 1er octobre.
Ses détracteurs, en particulier en Catalogne, mettent en avant ses sympathie de jeunesse pour l'extreme droite et son adhésion au coup d'état du 23 février 1981 ainsi que sa mise en cause pour torture dans le cas Urra. La polémique autour de sa personne se trouve renforcée du fait qu'il est le frère de Francisco Pérez de los Cobos, président du Tribunal Constitutionnel d'Espagne, intimement lié au Parti Populaire (Espagne) et ayant pris parti dans des décisions conflictuelles et polémiques liées au statut de la Catalogne.

## Coup d'état du 23 février 1981
Un article publié le 7 mars 2019 sur le site diario16.com développait cette thèse sans fournir de preuves. Le site diario16.com a été créé en 2015 et reprend le titre de l'ancien quotidien Diario 16, disparu en 2001 et resté depuis une référence pour la presse espagnole. L'autrice de l'article, Bea Talegón, a cependant été reconnue coupable de diffamation dans une autre affaire. D'après cet article, son rôle au sein de l'institution policière et en particulier dans le cas catalan est régulièrement sujet à polémique du fait de son passé de militant d’extrême droite qu'il a concrétisé, entre autres et toujours selon cet article , en se présentant spontanément en uniforme phalangiste à la caserne de Yecla pour soutenir activement et depuis la Guardia Civil le Coup d'État du 23 février 1981,,,,,,. De son côté Pérez de los Cobos n'a jamais démenti ouvertement cette information et ne l'a jamais contestée  devant la justice.

## Cas Urra
Il lui a été par la suite reproché d'être coauteur d'actes de torture sur le militant basque Kepa Urra. Finalement trois policiers furent condamnés à des peines de prisons (et en furent exempts) pour ces faits et Pérez de los Cobos obtint d'être écarté. Lors du procès des leader souverainistes catalans, Pérez de los Cobos fut le seul témoin face à qui le juge Marchena omit de demander les antécédents judiciaires. Il dut rectifier le jour suivant lors de la poursuite des débats, et Pérez de los Cobos rapela la cas Urra.

## Mise en cause par l'exécutif et dans le cas d'espionnage politique Kitchen
En mai 2020 le ministre de la justice cesse Pérez de los Cobos de ses fonctions de premier plan en mettant en avant un manque de confiance. Une polémique s'ensuit au cours de laquelle l'opposition y voit une « sanction » liée à un rapport de la guardia civil visant à entrainer des poursuites judiciaires pour avoir autoriser la manifestation féministe lors de la journée de la femme ainsi qu'une volonté de satisfaire les partis politiques catalanistes. Au cours du débat qui s'ensuit le Parti Populaire exige au Congrès la démission du ministre et la députée populaire Cayetana Álvarez de Toledo qualifie oralement et publiquement le premier vice-président Pablo Iglesias de "fils de terroriste" parce que son père a milité au sein du Front révolutionnaire antifasciste et patriote durant la dictature fasciste du général Franco.
Par la suite, le journal El País publie un article très dur pour De Los Cobos soulignat qu'il a enfrein le devoir de réserve en relevant de ses fonctions un sous officier au bénéfice de son neveu, l'article ajountant que "contraire à lui [Diego Pérez De Los Cobos] n'avait pas été désigné arbitrairement mais avait gagné son poste sur concours et au mérite". Il est également mis en cause dans le cas de corruption Kitchen d'utilisation de fonds réservés à des fins d'espionnage politique,.